# Melanochyla minutiflora
Melanochyla minutiflora är en sumakväxtart som beskrevs av Ding Hou. Melanochyla minutiflora ingår i släktet Melanochyla och familjen sumakväxter. Inga underarter finns listade i Catalogue of Life.